# Patrik Schick
Patrik Schick (Praga, 24 gennaio 1996) è un calciatore ceco, attaccante del Bayer Leverkusen e della nazionale ceca.

## Caratteristiche tecniche
È un giocatore agile, veloce, dotato di ottima tecnica e dribbling e abile nel giocare di sponda; riesce ad andare in gol anche di testa.
Ha detto di sé: «Sono mancino, ma mi trovo a mio agio anche sulla fascia destra. Preferisco il ruolo da numero nove, da centravanti, ma posso giocare anche esterno». Secondo il suo allenatore alla Sampdoria, Marco Giampaolo, «può fare la prima o la seconda punta. Se deve giocare ala, no».

## Carriera

### Club

#### Gli inizi
Cresciuto nelle giovanili dello Sparta Praga, il 16 aprile 2014 debutta in prima squadra nella gara di Coppa della Repubblica Ceca persa 3-1 contro lo Jablonec. Il debutto in campionato è datato 3 maggio 2014 al minuto 84 della partita persa 3-1 contro il Teplice. Il 18 novembre seguente segna il suo primo gol da professionista nella gara di Pohár ČMFS pareggiata 1-1 contro il Příbram. L'11 dicembre 2014 debutta invece in Europa League nella sconfitta per 2-0 contro gli svizzeri dello Young Boys.
Nell'estate 2015, dopo aver collezionato 10 gare e 1 gol nelle file dello Sparta Praga, è ceduto in prestito al Bohemians 1905 con cui esordisce il 27 luglio 2015 durante l'intervallo della gara persa 1-0 contro il Trinity Zlín. Il primo gol arriva il 12 settembre 2015 contro il Teplice. Il 21 novembre seguente realizza la sua prima doppietta da professionista nella vittoria per 3-1 contro il Baník Ostrava. In totale nella stagione 2015-2016 segna 7 gol in 27 partite di campionato. Le sue prestazioni nel Bohemians 1905 e nella nazionale ceca Under-21 lo annoverano fra gli attaccanti più promettenti del panorama calcistico europeo.

#### Sampdoria
Il 13 luglio 2016 la Sampdoria rende noto l'acquisto del giocatore dallo Sparta Praga; la cifra pagata dai blucerchiati è di 4 milioni di euro. Il giocatore sceglie la maglia numero 14. Debutta in blucerchiato il 14 agosto subentrando nel corso del match di Coppa Italia vinto 3-0 contro il Bassano. L'esordio in A è datato 21 agosto nella vittoria 1-0 in trasferta contro l'Empoli. Il 26 ottobre sigla la sua prima rete in serie A contro la Juventus in una partita che comunque termina con la sconfitta dei blucerchiati per 4-1. Il 30 novembre realizza la sua prima doppietta italiana nel match di Coppa Italia vinto 3-0 contro il Cagliari. Termina la stagione con 11 reti in 32 presenze, di cui una nella vittoria per 3-2 contro la Roma e un'altra nel successo in trasferta per 2-1 contro l'Inter.

#### Roma e prestito al Lipsia
Nell'estate 2017 la Juventus raggiunge un accordo per l'acquisto di Schick (per 30,5 milioni di euro, secondo i media) ma, dopo le visite mediche effettuate il 22 giugno, il 18 luglio la società bianconera rinuncia al trasferimento e il giocatore rimane quindi alla Sampdoria. Il successivo 29 agosto si trasferisce alla Roma in prestito oneroso per 5 milioni di euro con obbligo di riscatto, al verificarsi di determinate condizioni, per 29 milioni e altri 8 di bonus; inoltre, in caso di trasferimento entro il 1º febbraio 2020, la Roma dovrà riconoscere alla Sampdoria il 50% del prezzo di cessione, con un minimo garantito di 20 milioni qualora il giocatore ceco sia ancora un tesserato giallorosso a tale data.
Esordisce in gare ufficiali in maglia giallorossa il 16 settembre 2017 nella partita di campionato Roma-Verona (3-0), subentrando nel secondo tempo a Radja Nainggolan. Gioca per la prima volta da titolare il 10 dicembre seguente nel pareggio per 0-0 contro il Chievo. Sigla il suo primo gol in giallorosso il 20 dicembre, nel match di Coppa Italia perso per 1-2 contro il Torino. Il suo esordio con la maglia della Roma in coppe europee avviene il 10 aprile 2018, nella gara casalinga vinta 3-0 contro il Barcellona valida per i quarti di finale di Champions League (si tratta peraltro della sua prima presenza nella massima competizione europea). La prima marcatura in Serie A con i capitolini è datata 21 aprile 2018, a scapito della SPAL. Conclude la sua prima annata in maglia giallorossa con 3 reti in 26 presenze totali.
Il 14 gennaio 2019, sempre in Coppa Italia, sigla la sua prima doppietta con i giallorossi, a scapito della Virtus Entella. Il 6 marzo seguente diventa il primo giocatore della storia della Champions League ad usufruire della nuova regola che prevede la quarta sostituzione durante i tempi supplementari, subentrando al 96º minuto al posto dell'infortunato Lorenzo Pellegrini.
Il 2 settembre 2019, dopo due stagioni con un rendimento al di sotto delle attese, passa al RB Lipsia in prestito oneroso (3,5 milioni di euro più 500.000 di bonus) con diritto di riscatto (28 milioni di euro più un milione di bonus). Debutta in Bundesliga il 5 ottobre, giocando gli ultimi minuti della gara pareggiata contro il Bayer Leverkusen. Il 30 novembre riesce a ritrovare la via del gol, grazie ad una rete nella vittoriosa trasferta sul campo del Paderborn. Da questo momento diviene una pedina importante per l'allenatore Julian Nagelsmann, collezionando 28 presenze e 10 gol in tutte le competizioni.

#### Bayer Leverkusen
Non riscattato dal club a fine stagione, fa ritorno alla Roma, che l'8 settembre 2020 lo cede a titolo definitivo al Bayer Leverkusen per 26,5 milioni di euro più il 10% su una futura rivendita. Debutta con le aspirine il 13 settembre, nella gara di DFB-Pokal contro l'Eintracht Norderstedt vinta per 7-0, al quale trionfo contribuisce con una rete (la prima in tale competizione). Pochi giorni dopo debutta con il club in Bundesliga, subentrando a partita in corso nel pareggio maturato contro il Wolfsburg. Conclude la prima stagione con 13 reti in 36 partite complessive.
Nella stagione 2021-2022 realizza ben 24 gol in 27 presenze in campionato, chiudendo al secondo posto nella classifica marcatori, dietro Robert Lewandowski. Non segna nelle altre competizioni, dunque il totale stagionale si attesta a 31 presenze 24 gol.
Molto sfortunato nella stagione successiva 2022-23 a causa di un infortunio agli adduttori che lo tiene lontano dal campo di gioco per più di mezza stagione,trova poco il campo e mette a segno solamente 3 reti.
La stagione 2023-24 è un rilancio sia per l'attaccante che per il Bayer Leverkusen, grazie anche al contributo della loro punta centrale realizzano un cammino da sogno con 49 partite da imbattuti e ben 17 reti segnate oltre il 90' minuto di gioco. In termini realizzativi è una stagione positiva per Patrick Schick che realizza 13 reti e 3 assist tra campionato,coppa di Germania ed Europa League.

### Nazionale
Dopo aver collezionato 30 presenze con 14 gol nelle nazionali giovanili ceche, il 4 settembre 2015 esordisce in Under-21 contro Malta segnando una doppietta che permette ai cechi di vincere 4-1. Ottiene ulteriori 11 presenze in Under-21, riuscendo a segnare altri 9 gol.

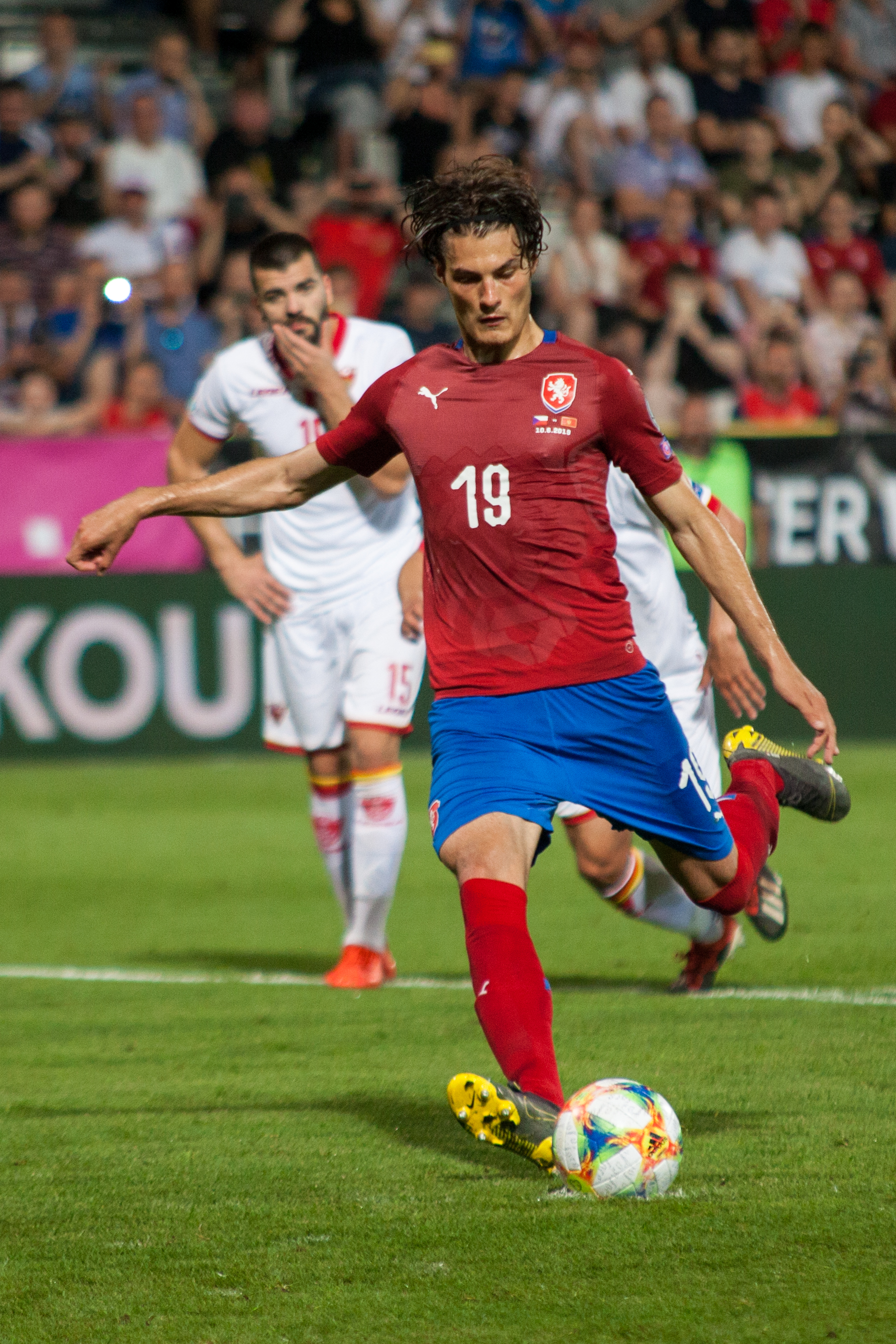
Schick si appresta a battere un calcio di rigore nella vittoria casalinga disputata il 10 giugno 2019 contro il Montenegro (3-0), valida per le qualificazioni all'Europeo 2020.

Il 27 maggio 2016 esordisce in nazionale maggiore nell'amichevole vinta contro Malta, subentrando al 66º al posto del capitano Rosický e segnando il gol del definitivo 6-0 allo scadere. Non convocato per Euro 2016, diviene successivamente membro della selezione ceca, con cui risulta decisivo in Nations League aiutando la squadra ad arrivare seconda nel girone segnando sia all'andata che al ritorno nei successi contro la Slovacchia.
Convocato per il campionato d'Europa 2020, esordisce nel torneo il 14 giugno 2021 nella partita inaugurale del Gruppo D disputata a Glasgow e vinta per 2-0 contro la Scozia, realizzando entrambi i gol messi a segno dai cechi, per poi ripetersi nel match successivo del 18 giugno, trasformando il calcio di rigore per il provvisorio vantaggio contro la Croazia (1-1), nella partita del 27 giugno contro i Paesi Bassi (0-2), valida per gli ottavi di finale, e nella partita dei quarti di finale persa contro la Danimarca (2-1). Conclude il torneo con cinque realizzazioni, laureandosi capocannoniere a pari merito con il portoghese Cristiano Ronaldo. Lo straordinario gol da centrocampo nella gara tra Repubblica Ceca e Scozia alla prima giornata di Uefa Euro 2020 è stato votato gol del torneo.

## Statistiche

### Presenze e reti nei club
Statistiche aggiornate al 20 aprile 2025.
| Stagione                | Squadra                 | Campionato              | Campionato | Campionato | Coppe nazionali | Coppe nazionali | Coppe nazionali | Coppe continentali | Coppe continentali | Coppe continentali | Altre coppe | Altre coppe | Altre coppe | Totale | Totale |
| Stagione                | Squadra                 | Comp                    | Pres       | Reti       | Comp            | Pres            | Reti            | Comp               | Pres               | Reti               | Comp        | Pres        | Reti        | Pres   | Reti   |
| ----------------------- | ----------------------- | ----------------------- | ---------- | ---------- | --------------- | --------------- | --------------- | ------------------ | ------------------ | ------------------ | ----------- | ----------- | ----------- | ------ | ------ |
| 2013-2014               | Sparta Praga            | 1L                      | 2          | 0          | CR              | 1               | 0               | -                  | -                  | -                  | -           | -           | -           | 3      | 0      |
| 2014-2015               | Sparta Praga            | 1L                      | 2          | 0          | CR              | 3               | 1               | UCL+UEL            | 0+2                | 0                  | SC          | 0           | 0           | 7      | 1      |
| Totale Sparta Praga     | Totale Sparta Praga     | Totale Sparta Praga     | 4          | 0          |                 | 4               | 1               |                    | 2                  | 0                  |             | -           | -           | 10     | 1      |
| 2015-2016               | Bohemians 1905          | 1L                      | 27         | 7          | CR              | 2               | 1               | -                  | -                  | -                  | -           | -           | -           | 29     | 8      |
| 2016-2017               | Sampdoria               | A                       | 32         | 11         | CI              | 3               | 2               | -                  | -                  | -                  | -           | -           | -           | 35     | 13     |
| 2017-2018               | Roma                    | A                       | 22         | 2          | CI              | 1               | 1               | UCL                | 3                  | 0                  | -           | -           | -           | 26     | 3      |
| 2018-2019               | Roma                    | A                       | 24         | 3          | CI              | 2               | 2               | UCL                | 6                  | 0                  | -           | -           | -           | 32     | 5      |
| Totale Roma             | Totale Roma             | Totale Roma             | 46         | 5          |                 | 3               | 3               |                    | 9                  | 0                  |             | -           | -           | 58     | 8      |
| 2019-2020               | RB Lipsia               | BL                      | 22         | 10         | CG              | 1               | 0               | UCL                | 5                  | 0                  | -           | -           | -           | 28     | 10     |
| 2020-2021               | Bayer Leverkusen        | BL                      | 29         | 9          | CG              | 2               | 1               | UEL                | 5                  | 3                  | -           | -           | -           | 36     | 13     |
| 2021-2022               | Bayer Leverkusen        | BL                      | 27         | 24         | CG              | 1               | 0               | UEL                | 3                  | 0                  | -           | -           | -           | 31     | 24     |
| 2022-2023               | Bayer Leverkusen        | BL                      | 14         | 3          | CG              | 1               | 1               | UCL+UEL            | 5+3                | 0                  | -           | -           | -           | 23     | 4      |
| 2023-2024               | Bayer Leverkusen        | BL                      | 20         | 7          | CG              | 4               | 1               | UEL                | 9                  | 5                  | -           | -           | -           | 33     | 13     |
| 2024-2025               | Bayer Leverkusen        | BL                      | 29         | 21         | CG              | 5               | 4               | UCL                | 8                  | 1                  | SG          | 1           | 1           | 43     | 27     |
| Totale Bayer Leverkusen | Totale Bayer Leverkusen | Totale Bayer Leverkusen | 119        | 64         |                 | 13              | 7               |                    | 33                 | 9                  |             | 1           | 1           | 166    | 81     |
| Totale carriera         | Totale carriera         | Totale carriera         | 250        | 97         |                 | 26              | 14              |                    | 49                 | 9                  |             | 1           | 1           | 326    | 121    |

### Cronologia presenze e reti in nazionale
| Cronologia completa delle presenze e delle reti in nazionale ― Rep. Ceca | Cronologia completa delle presenze e delle reti in nazionale ― Rep. Ceca | Cronologia completa delle presenze e delle reti in nazionale ― Rep. Ceca | Cronologia completa delle presenze e delle reti in nazionale ― Rep. Ceca | Cronologia completa delle presenze e delle reti in nazionale ― Rep. Ceca | Cronologia completa delle presenze e delle reti in nazionale ― Rep. Ceca | Cronologia completa delle presenze e delle reti in nazionale ― Rep. Ceca | Cronologia completa delle presenze e delle reti in nazionale ― Rep. Ceca |
| Data                                                                     | Città                                                                    | In casa                                                                  | Risultato                                                                | Ospiti                                                                   | Competizione                                                             | Reti                                                                     | Note                                                                     |
| ------------------------------------------------------------------------ | ------------------------------------------------------------------------ | ------------------------------------------------------------------------ | ------------------------------------------------------------------------ | ------------------------------------------------------------------------ | ------------------------------------------------------------------------ | ------------------------------------------------------------------------ | ------------------------------------------------------------------------ |
| 27-5-2016                                                                | Kufstein                                                                 | Malta                                                                    | 0 – 6                                                                    | Rep. Ceca                                                                | Amichevole                                                               | 1                                                                        | 66’                                                                      |
| 11-10-2016                                                               | Ostrava                                                                  | Rep. Ceca                                                                | 0 – 0                                                                    | Azerbaigian                                                              | Qual. Mondiali 2018                                                      | -                                                                        | 66’                                                                      |
| 11-11-2016                                                               | Praga                                                                    | Rep. Ceca                                                                | 2 – 1                                                                    | Norvegia                                                                 | Qual. Mondiali 2018                                                      | -                                                                        | 81’                                                                      |
| 5-6-2017                                                                 | Bruxelles                                                                | Belgio                                                                   | 2 – 1                                                                    | Rep. Ceca                                                                | Amichevole                                                               | -                                                                        | 64’                                                                      |
| 10-6-2017                                                                | Oslo                                                                     | Norvegia                                                                 | 1 – 1                                                                    | Rep. Ceca                                                                | Qual. Mondiali 2018                                                      | -                                                                        | 64’                                                                      |
| 23-3-2018                                                                | Nanchino                                                                 | Uruguay                                                                  | 2 – 0                                                                    | Rep. Ceca                                                                | Amichevole                                                               | -                                                                        |                                                                          |
| 26-3-2018                                                                | Nanchino                                                                 | Cina                                                                     | 1 – 4                                                                    | Rep. Ceca                                                                | Amichevole                                                               | 1                                                                        | 46’                                                                      |
| 1-6-2018                                                                 | Sankt Pölten                                                             | Australia                                                                | 4 – 0                                                                    | Rep. Ceca                                                                | Amichevole                                                               | -                                                                        | 75’                                                                      |
| 6-6-2018                                                                 | Schwechat                                                                | Nigeria                                                                  | 0 – 1                                                                    | Rep. Ceca                                                                | Amichevole                                                               | -                                                                        | 69’                                                                      |
| 6-9-2018                                                                 | Uherské Hradiště                                                         | Rep. Ceca                                                                | 1 – 2                                                                    | Ucraina                                                                  | UEFA Nations League 2018-2019 - 1º turno                                 | 1                                                                        | 83’                                                                      |
| 13-10-2018                                                               | Trnava                                                                   | Slovacchia                                                               | 1 – 2                                                                    | Rep. Ceca                                                                | UEFA Nations League 2018-2019 - 1º turno                                 | 1                                                                        | 73’                                                                      |
| 16-10-2018                                                               | Kiev                                                                     | Ucraina                                                                  | 1 – 0                                                                    | Rep. Ceca                                                                | UEFA Nations League 2018-2019 - 1º turno                                 | -                                                                        | 73’                                                                      |
| 15-11-2018                                                               | Danzica                                                                  | Polonia                                                                  | 0 – 1                                                                    | Rep. Ceca                                                                | Amichevole                                                               | -                                                                        | 77’                                                                      |
| 19-11-2018                                                               | Praga                                                                    | Rep. Ceca                                                                | 1 – 0                                                                    | Slovacchia                                                               | UEFA Nations League 2018-2019 - 1º turno                                 | 1                                                                        | 82’                                                                      |
| 22-3-2019                                                                | Londra                                                                   | Inghilterra                                                              | 5 – 0                                                                    | Rep. Ceca                                                                | Qual. Euro 2020                                                          | -                                                                        | 53’ 82’                                                                  |
| 26-3-2019                                                                | Praga                                                                    | Rep. Ceca                                                                | 1 – 3                                                                    | Brasile                                                                  | Amichevole                                                               | -                                                                        | 53’                                                                      |
| 7-6-2019                                                                 | Praga                                                                    | Rep. Ceca                                                                | 2 – 1                                                                    | Bulgaria                                                                 | Qual. Euro 2020                                                          | 2                                                                        | 78’                                                                      |
| 10-6-2019                                                                | Olomouc                                                                  | Rep. Ceca                                                                | 3 – 0                                                                    | Montenegro                                                               | Qual. Euro 2020                                                          | 1                                                                        | 23’ 88’                                                                  |
| 7-9-2019                                                                 | Pristina                                                                 | Kosovo                                                                   | 2 – 1                                                                    | Rep. Ceca                                                                | Qual. Euro 2020                                                          | 1                                                                        | 61’                                                                      |
| 10-9-2019                                                                | Podgorica                                                                | Montenegro                                                               | 0 – 3                                                                    | Rep. Ceca                                                                | Qual. Euro 2020                                                          | -                                                                        | 90+2’                                                                    |
| 11-10-2019                                                               | Praga                                                                    | Rep. Ceca                                                                | 2 – 1                                                                    | Inghilterra                                                              | Qual. Euro 2020                                                          | -                                                                        | 65’                                                                      |
| 14-10-2019                                                               | Praga                                                                    | Rep. Ceca                                                                | 2 – 3                                                                    | Irlanda del Nord                                                         | Amichevole                                                               | -                                                                        | 66’                                                                      |
| 24-3-2021                                                                | Lublino                                                                  | Estonia                                                                  | 2 – 6                                                                    | Rep. Ceca                                                                | Qual. Mondiali 2022                                                      | 1                                                                        | 88’                                                                      |
| 30-3-2021                                                                | Cardiff                                                                  | Galles                                                                   | 1 – 0                                                                    | Rep. Ceca                                                                | Qual. Mondiali 2022                                                      | -                                                                        | 48’                                                                      |
| 4-6-2021                                                                 | Bologna                                                                  | Italia                                                                   | 4 – 0                                                                    | Rep. Ceca                                                                | Amichevole                                                               | -                                                                        | 46’                                                                      |
| 8-6-2021                                                                 | Praga                                                                    | Rep. Ceca                                                                | 3 – 1                                                                    | Albania                                                                  | Amichevole                                                               | 1                                                                        | 64’                                                                      |
| 14-6-2021                                                                | Glasgow                                                                  | Scozia                                                                   | 0 – 2                                                                    | Rep. Ceca                                                                | Euro 2020 - 1º turno                                                     | 2                                                                        | 88’                                                                      |
| 18-6-2021                                                                | Glasgow                                                                  | Croazia                                                                  | 1 – 1                                                                    | Rep. Ceca                                                                | Euro 2020 - 1º turno                                                     | 1                                                                        | 74’                                                                      |
| 22-6-2021                                                                | Londra                                                                   | Rep. Ceca                                                                | 0 – 1                                                                    | Inghilterra                                                              | Euro 2020 - 1º turno                                                     | -                                                                        | 75’                                                                      |
| 27-6-2021                                                                | Budapest                                                                 | Paesi Bassi                                                              | 0 – 2                                                                    | Rep. Ceca                                                                | Euro 2020 - Ottavi di finale                                             | 1                                                                        | 90+2’                                                                    |
| 3-7-2021                                                                 | Baku                                                                     | Rep. Ceca                                                                | 1 – 2                                                                    | Danimarca                                                                | Euro 2020 - Quarti di finale                                             | 1                                                                        | 79’                                                                      |
| 8-10-2021                                                                | Praga                                                                    | Rep. Ceca                                                                | 2 – 2                                                                    | Galles                                                                   | Qual. Mondiali 2022                                                      | -                                                                        |                                                                          |
| 11-10-2021                                                               | Kazan'                                                                   | Bielorussia                                                              | 0 – 2                                                                    | Rep. Ceca                                                                | Qual. Mondiali 2022                                                      | 1                                                                        | 90+2’                                                                    |
| 24-9-2022                                                                | Praga                                                                    | Rep. Ceca                                                                | 0 – 4                                                                    | Portogallo                                                               | UEFA Nations League 2022-2023 - 1º turno                                 | -                                                                        |                                                                          |
| 27-9-2022                                                                | San Gallo                                                                | Svizzera                                                                 | 2 – 1                                                                    | Rep. Ceca                                                                | UEFA Nations League 2022-2023 - 1º turno                                 | 1                                                                        |                                                                          |
| 22-3-2024                                                                | Oslo                                                                     | Norvegia                                                                 | 1 – 2                                                                    | Rep. Ceca                                                                | Amichevole                                                               | -                                                                        | 87’                                                                      |
| 26-3-2024                                                                | Praga                                                                    | Rep. Ceca                                                                | 2 – 1                                                                    | Armenia                                                                  | Amichevole                                                               | -                                                                        | 73’                                                                      |
| 10-6-2024                                                                | Hradec Králové                                                           | Rep. Ceca                                                                | 2 – 1                                                                    | Macedonia del Nord                                                       | Amichevole                                                               | 1                                                                        | 66’                                                                      |
| 18-6-2024                                                                | Lipsia                                                                   | Portogallo                                                               | 2 – 1                                                                    | Rep. Ceca                                                                | Euro 2024 - 1º turno                                                     | -                                                                        | 57’ 60’                                                                  |
| 22-6-2024                                                                | Amburgo                                                                  | Georgia                                                                  | 1 – 1                                                                    | Rep. Ceca                                                                | Euro 2024 - 1º turno                                                     | 1                                                                        | 68’                                                                      |
| 7-9-2024                                                                 | Tbilisi                                                                  | Georgia                                                                  | 4 – 1                                                                    | Rep. Ceca                                                                | UEFA Nations League 2024-2025 - 1º turno                                 | -                                                                        | 68’                                                                      |
| 10-9-2024                                                                | Praga                                                                    | Rep. Ceca                                                                | 3 – 2                                                                    | Ucraina                                                                  | UEFA Nations League 2024-2025 - 1º turno                                 | -                                                                        | 81’                                                                      |
| 22-3-2025                                                                | Hradec Králové                                                           | Rep. Ceca                                                                | 2 – 1                                                                    | Fær Øer                                                                  | Qual. Mondiali 2026                                                      | 2                                                                        |                                                                          |
| 25-3-2025                                                                | Faro                                                                     | Gibilterra                                                               | 0 – 4                                                                    | Rep. Ceca                                                                | Qual. Mondiali 2026                                                      | 1                                                                        | 62’                                                                      |
| 6-6-2025                                                                 | Plzeň                                                                    | Rep. Ceca                                                                | 2 – 0                                                                    | Montenegro                                                               | Qual. Mondiali 2026                                                      | 1                                                                        | 77’                                                                      |
| 9-6-2025                                                                 | Osijek                                                                   | Croazia                                                                  | 5 – 1                                                                    | Rep. Ceca                                                                | Qual. Mondiali 2026                                                      | -                                                                        | 77’                                                                      |
| Totale                                                                   |                                                                          | Presenze                                                                 | 46                                                                       |                                                                          | Reti (4º posto)                                                          | 24                                                                       |                                                                          |

| Cronologia completa delle presenze e delle reti in nazionale ― Rep. Ceca under 21 | Cronologia completa delle presenze e delle reti in nazionale ― Rep. Ceca under 21 | Cronologia completa delle presenze e delle reti in nazionale ― Rep. Ceca under 21 | Cronologia completa delle presenze e delle reti in nazionale ― Rep. Ceca under 21 | Cronologia completa delle presenze e delle reti in nazionale ― Rep. Ceca under 21 | Cronologia completa delle presenze e delle reti in nazionale ― Rep. Ceca under 21 | Cronologia completa delle presenze e delle reti in nazionale ― Rep. Ceca under 21 | Cronologia completa delle presenze e delle reti in nazionale ― Rep. Ceca under 21 |
| Data                                                                              | Città                                                                             | In casa                                                                           | Risultato                                                                         | Ospiti                                                                            | Competizione                                                                      | Reti                                                                              | Note                                                                              |
| --------------------------------------------------------------------------------- | --------------------------------------------------------------------------------- | --------------------------------------------------------------------------------- | --------------------------------------------------------------------------------- | --------------------------------------------------------------------------------- | --------------------------------------------------------------------------------- | --------------------------------------------------------------------------------- | --------------------------------------------------------------------------------- |
| 4-9-2015                                                                          | Jablonec nad Nisou                                                                | Rep. Ceca under 21                                                                | 4 – 1                                                                             | Malta under 21                                                                    | Qual. Europeo Under-21 2017                                                       | 2                                                                                 | 82’                                                                               |
| 8-9-2015                                                                          | Jelgava                                                                           | Lettonia under 21                                                                 | 1 – 1                                                                             | Rep. Ceca under 21                                                                | Qual. Europeo Under-21 2017                                                       | -                                                                                 |                                                                                   |
| 13-10-2015                                                                        | Uherské Hradiště                                                                  | Rep. Ceca under 21                                                                | 3 – 3                                                                             | Montenegro under 21                                                               | Qual. Europeo Under-21 2017                                                       | -                                                                                 |                                                                                   |
| 12-11-2015                                                                        | Jablonec nad Nisou                                                                | Rep. Ceca under 21                                                                | 1 – 0                                                                             | Belgio under 21                                                                   | Qual. Europeo Under-21 2017                                                       | 1                                                                                 | 74’                                                                               |
| 16-11-2015                                                                        | Orhei                                                                             | Moldavia under 21                                                                 | 1 – 3                                                                             | Rep. Ceca under 21                                                                | Qual. Europeo Under-21 2017                                                       | -                                                                                 | 82’                                                                               |
| 25-3-2016                                                                         | Uherské Hradiště                                                                  | Rep. Ceca under 21                                                                | 2 – 1                                                                             | Lettonia under 21                                                                 | Qual. Europeo Under-21 2017                                                       | 2                                                                                 |                                                                                   |
| 29-3-2016                                                                         | Ta' Qali                                                                          | Malta under 21                                                                    | 0 – 7                                                                             | Rep. Ceca under 21                                                                | Qual. Europeo Under-21 2017                                                       | 3                                                                                 |                                                                                   |
| 1-9-2016                                                                          | Podgorica                                                                         | Montenegro under 21                                                               | 0 – 3                                                                             | Rep. Ceca under 21                                                                | Qual. Europeo Under-21 2017                                                       | 2                                                                                 | 81’                                                                               |
| 6-9-2016                                                                          | Lovanio                                                                           | Belgio under 21                                                                   | 2 – 1                                                                             | Rep. Ceca under 21                                                                | Qual. Europeo Under-21 2017                                                       | -                                                                                 |                                                                                   |
| 18-6-2017                                                                         | Tychy                                                                             | Germania under 21                                                                 | 2 – 0                                                                             | Rep. Ceca under 21                                                                | Europeo Under-21 2017 - 1º turno                                                  | -                                                                                 |                                                                                   |
| 21-6-2017                                                                         | Tychy                                                                             | Rep. Ceca under 21                                                                | 3 – 1                                                                             | Italia under 21                                                                   | Europeo Under-21 2017 - 1º turno                                                  | -                                                                                 | 83’                                                                               |
| 24-6-2017                                                                         | Tychy                                                                             | Rep. Ceca under 21                                                                | 2 – 4                                                                             | Danimarca under 21                                                                | Europeo Under-21 2017 - 1º turno                                                  | 1                                                                                 |                                                                                   |
| Totale                                                                            |                                                                                   | Presenze                                                                          | 12                                                                                |                                                                                   | Reti                                                                              | 11                                                                                |                                                                                   |

## Palmarès

### Club
- Campionato ceco: 1

Sparta Praga: 2013-2014
- Coppa della Repubblica Ceca: 1

Sparta Praga: 2013-2014
- Supercoppa della Repubblica Ceca: 1

Sparta Praga: 2014
- Campionato tedesco: 1

Bayer Leverkusen: 2023-2024
- Coppa di Germania: 1

Bayer Leverkusen: 2023-2024
- Supercoppa di Germania: 1

Bayer Leverkusen: 2024

### Individuale
- Talento ceco dell'anno: 1

2016
- Capocannoniere dell'Europeo: 1

2020 (5 gol, a pari merito con Ronaldo)
- Europei Top 11: 1

Europa 2020
- Calciatore ceco dell'anno: 2

2021, 2022
- Pallone d'oro ceco: 1

2022